# Звягель (Тарнавка)
Звягель (або Звіголь; пол. Zwiahel) — колишнє село в Україні, нині — частина села Тарнавки Тернопільської области.

## Географія
Розташоване за 1,5 км від с. Тарнавка.

## Топоніміка
Микола Крикун подає такі варіанти назв с. Звягель, зафіксовані у хронологічному порядку у відповідних джерелах:
- Ziachłowce, с. — Кам'янецька земська книга 1610;
- Zwiahłowce, с. — Кам'янецька земська книга 1627;
- Zwiahłowce, с. — Подимний реєстр 1650;
- Swiahłowka, с. — Подимний реєстр 1629;
- Izyilhofęi, с. — Кам'янецький дефтер 1681.

У XVI ст. с. Звяглівці, від XVIII ст. с. Звягель. Нині не існує.

## Історія
У Звягелі в 1890 році — 337 жителів, 1900 — 337, 1921 — 396, 1931 — 414; у 1890 році — 55 дворів, 1921 — 66, 1931 — 87.
18 березня 1553 року король надає Героніму Лянцкоронському, скальському старості та його дружині Анні, спустошене село Зухлівці на річці Нічлава у скальському повіті в довічну власність.
15 червня 1934 року Звягель передано з Борщівського повіту до Чортківського.
Деякий період Звягель був центром однойменної гміни. З 1 серпня 1934 до 1939 року село належало до гміни Колиндяни.

## Релігія
У 1898 р. збудовано каплицю-філію церкви. Належало до парохії в Пилатківцях.

## Соціальна сфера
Село мало свою читальню.

## Населення
У 1952 р. на хуторі — 11 дворів, 48 жителів.